# خلية ورمية

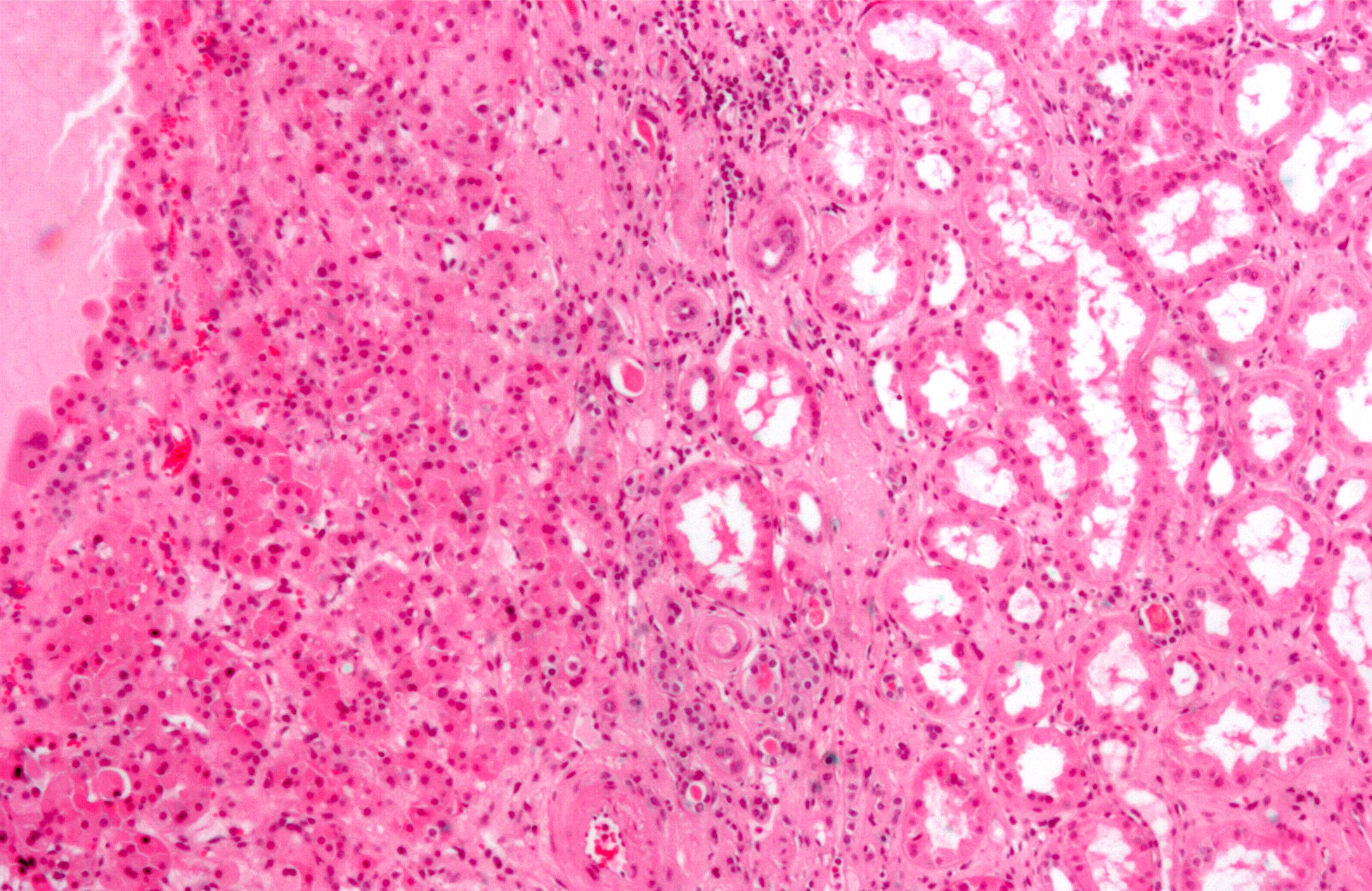
خلية منجة (شمال الصورة)، كما ترى في ورم المنتجات في الكلية. التلوين H&E.

الخلية الورمية أو الخلية المُنْتَبِجة هي خلية ظهارة تمتاز بوفرة الميتوكندريا   فيها، وينتج عن وفرتها سيتوبلازم شديد الأُلْفة للحمض (acidophilic)، وهي محببة. الخلايا المنتجة قد تكون حميدة وقد تستحيل خبيثةً. 